# کیریو درایشلیوک
کیریو درایشلیوک (اوکراینی: Кирило Павлович Дришлюк؛ زادهٔ ۱۶ سپتامبر ۱۹۹۹) بازیکن فوتبال اهل اوکراین است.
وی همچنین در تیم‌های ملی فوتبال Ukraine national under-18 football team, Ukraine national under-19 football team، و زیر ۲۰ سال اوکراین بازی کرده‌است.